# Anglo-katholicisme

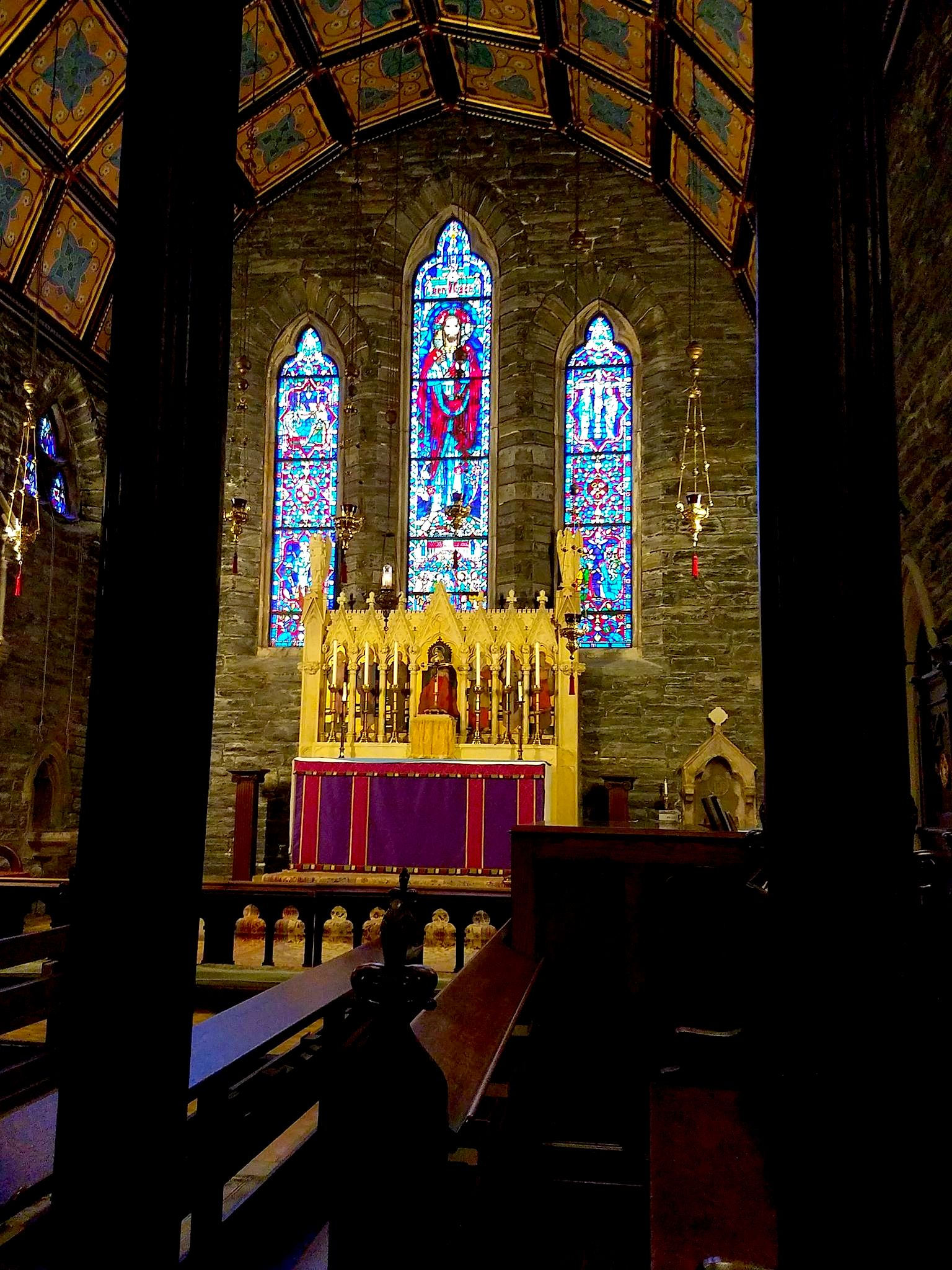
Hoogaltaar, Kerk van de Goede Herder (Rosemont, Pennsylvania)

Anglo-katholicisme (Engels: Anglo-Catholicism) is een stroming binnen de Anglicaanse gemeenschap (in het bijzonder binnen de Kerk van Engeland) die het anglicanisme in continuïteit ziet met het katholicisme, d.w.z. sacramenteel en ononderbroken in de traditie staande met de vroege kerk. Dit komt duidelijk naar voren in de hoogkerkelijke opvattingen van anglo-katholieken met betrekking tot de eucharistie, de liturgie en kerkelijke hiërarchie.
De term "Anglo-Catholic" raakte in de negentiende eeuw in zwang onder anglicaanse geestelijken in Engeland die streefden naar het herstel van de traditionele liturgie. Onder hen bevond zich Edward Bouverie Pusey (1800-1882) die streefde naar een katholieke revival binnen de Kerk van Engeland. Zij werden gezien als de opvolgers van de Tractarians. Pusey werd de informele leider van de anglo-katholieken (die ook bekend stonden als Puseyists). In het midden van de negentiende eeuw gingen een aantal vooraanstaande anglo-katholieken over tot de Rooms-Katholieke Kerk, w.o. John Henry Newman. Aan het einde van de negentiende eeuw viel de anglo-katholieke beweging uiteen in een conservatieve groep en een liberale groep die het katholicisme wilden verzoenen met modernistische opvattingen.
Naast de laagkerkelijke evangelische anglicanen, liberale protestanten en een grote mindergroep (Broad Church) vormen de anglo-katholieken binnen de anglicaanse gemeenschap een van de constituerende groepen. Met name binnen de Kerk van Engeland, de Episcopaalse Kerk (Verenigde Staten) en de Anglicaanse Kerk van Zuid-Afrika zijn de anglo-katholieken sterk vertegenwoordigd.
Verscheidende aartsbisschoppen van Canterbury worden gerekend tot het anglo-katholicisme, de vorige aartsbisschop, Rowan Williams (*1950), geldt als een prominente vertegenwoordiger van deze stroming.
Binnen het anglo-katholicisme bestaat ook een evangelische sub-stroming.